# Éric Occansey
Éric Occansey (Jœuf, 17 agosto 1964) è un ex cestista francese.

## Carriera
Con la Francia ha disputato i Campionati europei del 1989.